# دصيوراوات
الدصيوراوات (الاسم العلمي: Dasyurinae) هي أسرة من الثدييات تتبع الفصيلة الدصيوريات من رتبة دصيوريات الشكل.

## قبائل الدصيوراوات
- قبيلة الدصيوراوية
  - الدصيور
  - الزبابة الجرابية
  - العرسة الجرابية الجديدة
  - شبيه الأنطكينوس
  - الكالوطة
  - الأنطكينوس الزائف
  - شيطان تسمانيا
  - مسننة جلكاء
  - الكواري
  - المولغارة
  - فأر جرابي ثلاثي الخطوط
- قبيلة العرسات الجرابية
  - العرسة الجرابية
    - عرسة جرابية كثيفة الذيل
    - عرسة جرابية حمراء الذيل